# Tinodes bihan
Tinodes bihan là một loài Trichoptera trong họ Psychomyiidae. Chúng phân bố ở vùng Indomalaya.